# Kachaber Verkwiaschwili
Kachaber Verkwiaschwili (ur. 24 lipca 1974) – kanadyjski zapaśnik w stylu wolnym. Jedenasty na mistrzostwach świata w 1998. Brązowy medal na mistrzostwach panamerykańskich w 1998 i igrzyskach frankofońskich w 1994. Piąty w Pucharze Świata w 1997 roku.